# 那岳河
那岳河，位于中国广西壮族自治区南宁市南部，是八尺江右岸支流，发源于南宁市良庆区南晓镇团甘村，蜿蜒西北流，经良庆区大塘镇和邕宁区新江镇，最后沿着良庆区和邕宁区边界，于邕宁区蒲庙镇那岳村西北汇入八尺江。干流长55.55千米，平均比降0.91‰，流域面积793平方千米。